# جونيور ندياي
جونيور ندياي (29 مارس 2005 في دبي في الإمارات – )؛ هو لاعب كرة قدم إماراتي-فرنسي يلعب كمهاجم في نادي مونبلييه ومنتخب الإمارات.

## مسيرة اللاعب
ولد دبي في الإمارات عندما كان والده سامبا ندياي محترف هناك. و انتقل إلى فرنسا مع عائلته عندما كان عمره 7 سنوات. و لعب في نادي مونبيلييه و حصل على الجنسية الإماراتية في عام 2024 بعد ما ولد فيها و انظم للمشاركة مع منتخب الإمارات.